# Torre Altomira
La Torre Altomira, també dita Torre Àrab, de Navajas, a la comarca de l'Alt Palància, és una torre de guaita i de comunicacions, catalogada com Bé d'Interès Cultural, amb codi identificatiu: 12.07.081-002, segons dades de la Direcció General de Patrimoni Artístic de la Generalitat Valenciana.

## Història
Els arqueòlegs consideren demostrat que n'hi va haver assentaments a la zona en  època calcolítica, i en els principis de l'edat de bronze. També hi ha restes de presència romana a la zona i sobretot hi ha documentació de la dominació àrab de la zona, sent el municipi d'origen musulmà, ja que va pertànyer a Zayd Abu Zayd, que va ser l'últim governador almohade de la Taifa de València.
Tot això dificulta el datar de manera concreta la torre d'Altomira, havent-hi diferents hipòtesis sobre el seu origen. Hi ha autors que consideren que els seus fonaments són romans, la qual cosa no estaria fora de lloc si es té en compte l'assentament romà que va poder haver per la zona i el fet de passar a prop de la torre un ramal de la coneguda Via Augusta. Per autors com Vicente Forcada Martí, la torre va haver d'utilitzar-se en època medieval com a torre fronterera vinculada al  Castell de Sogorb, de manera que podria datar-se al voltant del segle xi.

## Descripció
La torre està situada en un turó que domina la població, la qual cosa permet que l'abast de la vista sigui molt ampli, podent-se des del lloc contemplar la Torre del Mal Paso de Castellnou. Està aproximadament a un quilòmetre del nucli urbà, al parella d'Altomira, que dona nom a la torre.
Es pot considerar una torre defensiva, de planta troncocònica rematada en merlets en forma de corona, aconseguint una altura de 15 metres i mig (comptant amb l'altura dels merlets que, per la seva banda, és d'un metre i mig), i sent el perímetre de la circumferència exterior de 21 metres.
La fàbrica és, fins a la primera alçada de bitlles o còdols de riu i morter de calç. En pisos superiors s'utilitza per a la construcció pedra tosca, que permet donar més solidesa a l'estructura de la torre; la qual cosa ha permès la seva conservació en adequat estat fins a l'actualitat.
Per accedir a la torre hi ha un accés principal lleugerament elevat respecte a terra. En la seva part externa es prea la presència de finestres i fins i tot balcons (com el que s'obre en el primer pis, que és un afegit posterior, estrany a la seva estructura originària) a diferents nivells. Un cop a dins es poden observar fins a cinc plantes comunicades per una escala.
El caràcter defensiu de la torre queda evidenciat per la presència d'elements militars com  espitlleres, les quals són abundants en la tercera (on poden comptar quatre d'elles) i quarta (on arriba a haver-hi fins a sis) plantes. La quinta planta és la que permet contemplar la vista de la zona des dels merlets.